# Имберт, Георг
Георг Кристиан Петер Имберт (нем. Georg Christian Peter Imbert, иногда Жорж Имбер; 26 марта 1884, Ньедерстензель — 6 февраля 1950, Сарр-Юнион) — германско-французский инженер-химик.
Школу заканчивает с отличием, поступает и заканчивает Высшую химическую школу в Мюлузе. Уже в возрасте 20 лет он подает первый патент, в течение следующих 10 лет ещё 15 патентов.
Во время Первой мировой войны работает как химик в Линдене и Берлине. После окончания войны он приходит на мыловаренный завод Димеринген (Diemeringen), расположенный в Сааре (тогда уже Франция), принадлежавший его дяде. И начинает заниматься доработкой добычи синтетического топлива из угля.
В 1919 изобретает газогенератор на древесном угле.
В 1921 собран автомобиль с газогенератором на этом принципе. При этом древесина пиролизуется не в цилиндрах (как у Форда, Круппа или Порше), а в котле (Verschwelt). Древесина «сжигалась» при недостатке кислорода (частично-замещенный пиролиз), что являлось большим шагом вперед по сравнению с Verschwelen от Круппа.
В 1922 французское правительство проводит тендер на установки типа «газогенератор», и его патент выигрывает.
В 1923 заказ на разработку генератора древесного газа для нужд немецкой промышленности.
В 1930 основывает «общество газогенераторов Имберт» в Сааре (Gesellschaft der Imbert-Gasgeneratoren im Saarland). Вместе с Линнеборном в Кёльне создается «Imbert Generatoren GmbH», в непосредственном соседстве с заводом Форда.
Газогенераторами Имберта оснащались швейцарские «Бернские» грузовики (Lastwagen von Berna), пикапы Опеля и Мерседеса. Устройство монтировалось за кабиной водителя.
С 1938 года Имберт проводит первые эксперименты по установке своего оборудования на танки. В 1939-м готов первый образец, испытывавшийся до конца 1941 года с различными вариантами котлов. Горизонтальным газогенератором вытеснительного типа выпускаемых на заводах Круп-Доссьер в 1941-1944-м оснащались учебные и «полицай» части.